# Resolutie 1077 Veiligheidsraad Verenigde Naties
Resolutie 1077 van de Veiligheidsraad van de Verenigde Naties werd op 22 oktober 1996 door de VN-Veiligheidsraad aangenomen met veertien stemmen voor en de onthouding van China. Er werd beslist dat het nieuwe kantoor voor de mensenrechten in Soechoemi integraal deel zou uitmaken van de UNOMIG-missie.

## Achtergrond
Op de golf van opkomend onafhankelijkheidsstreven van Georgië uit de Sovjet-Unie tegen het einde van de jaren 1980, streefde de Abchazische minderheid in de Abchazische autonome republiek de onafhankelijkheid na, uit angst de autonomie in Georgië te verliezen. Het leidde tot etnische spanningen met de Georgiërs, die in Abchazië de grootste bevolkingsgroep waren.
In 1992 kwam het tot een gewapend conflict, waarbij ook Rusland betrokken raakte, die het voor de Abchaziërs opnam. Begin 1993 braken zware gevechten uit om de Abchazische hoofdstad Soechoemi. In de zomer van 1993 kwam er een staakt-het-vuren en werd de UNOMIG-waarnemingsmissie opgericht. De val van Soechoemi in september 1993 leidde tot grootschalige etnische zuiveringen tegen de Georgische gemeenschap.

## Inhoud
De Veiligheidsraad:
- Herinnert aan de resoluties 937, 1036 en 1065.
- Heeft de rapporten van secretaris-generaal Boutros Boutros-Ghali beschouwd.
- Herhaalt zijn steun aan de soevereiniteit en territoriale integriteit van Georgië.

1. Verwelkomt het rapport en beslist dat het kantoor (voor de mensenrechten in Soechoemi) dat erin vermeld wordt deel zal uitmaken van en geleid worden door UNOMIG.
2. Vraagt de secretaris-generaal nauw samen te werken met Georgië om de prioriteiten van het programma te bepalen.
3. Vraagt hem verder de nodige opvolgingsregelingen te treffen met de Organisatie voor Veiligheid en Samenwerking in Europa.

## Verwante resoluties
- Resolutie 1036 Veiligheidsraad Verenigde Naties
- Resolutie 1065 Veiligheidsraad Verenigde Naties
- Resolutie 1096 Veiligheidsraad Verenigde Naties (1997)
- Resolutie 1124 Veiligheidsraad Verenigde Naties (1997)

Lijst ·  1036 ·  1037 ·  1038 ·  1039 ·  1040 ·  1041 ·  1042 ·  1043 ·  1044 ·  1045 ·  1046 ·  1047 ·  1048 ·  1049 ·  1050 ·  1051 ·  1052 ·  1053 ·  1054 ·  1055 ·  1056 ·  1057 ·  1058 ·  1059 ·  1060 ·  1061 ·  1062 ·  1063 ·  1064 ·  1065 ·  1066 ·  1067 ·  1068 ·  1069 ·  1070 ·  1071 ·  1072 ·  1073 ·  1074 ·  1075 ·  1076 ·  1077 ·  1078 ·  1079 ·  1080 ·  1081 ·  1082 ·  1083 ·  1084 ·  1085 ·  1086 ·  1087 ·  1088 ·  1089 ·  1090 ·  1091 ·  1092